# 4113 Раскана
4113 Раскана (4113 Rascana) — астероїд головного поясу, відкритий 18 січня 1982 року.
Тіссеранів параметр щодо Юпітера — 3,605.
Названо на честь Королівського Астрономічного товариства Канади (англ. Royal Astronomical Society of Canada).